# Battaglia di Tory Island
La battaglia di Tory Island (talvolta definita battaglia di Donegal o Battaglia di Lough Swilly o anche Incursione di Warren) fu uno scontro navale delle guerre rivoluzionarie francesi, combattuto il 12 ottobre 1798 tra la prima repubblica francese e il regno di Gran Bretagna. La battaglia rappresenta l'ultimo conflitto nella ribellione irlandese del 1798 e, con la sconfitta dei francesi, i britannici impedirono ai francesi di far sbarcare un numero consistente di soldati in Irlanda durante la guerra.

## Antefatti
La società degli Irlandesi uniti, guidata da Theobald Wolfe Tone, sollevò una rivolta contro il dominio britannico in Irlanda nel maggio del 1798. Su richiesta dei ribelli, i francesi inviarono un piccolo contingente di soldati al comando di Jean Joseph Amable Humbert a Killala e nella contea di Mayo, ma, già nel settembre dello stesso anno, entrambi i rinforzi e i ribelli furono sconfitti. Inconsapevoli della resa del generale Humbert, i francesi inviarono altri rinforzi il 16 settembre 1792. Già sconfitta la prima spedizione francese, la Royal Navy fu messa al corrente di un'altra spedizione, che fu presto intercettata dopo essere salpata da Brest.

## Battaglia
Ne seguì un lungo inseguimento che ebbe termine poco ad ovest dell'isola di Tory. Durante la battaglia, i francesi cercarono di scappare, ma furono inseguiti e alla fine incalzati poco per volta e sconfitti: Furono catturate 4 navi, ma i sopravvissuti riuscirono a non essere catturati. Due settimane dopo, le fregate pattugliatrici britanniche perlustrarono la strada verso Brest, catturando altre 3 navi. Delle 10 navi francesi, solo due fregate e una goletta riuscirono a tornare in patria; le perdite britanniche, invece, furono contenute.
Di seguito sono riportati gli ordini di battaglia: 
| Squadrone del commodoro Warren                   | Squadrone del commodoro Warren | Squadrone del commodoro Warren | Squadrone del commodoro Warren                                          | Squadrone del commodoro Warren | Squadrone del commodoro Warren | Squadrone del commodoro Warren | Squadrone del commodoro Warren                                                                              | Squadrone del commodoro Warren | Squadrone del commodoro Warren | Squadrone del commodoro Warren |
| Navi                                             | Rango                          | Cannoni                        | Comandante                                                              | Perdite                        | Perdite                        | Perdite                        | Note |                                |                                |                                |
| Navi                                             | Rango                          | Cannoni                        | Comandante                                                              | Uccisi                         | Feriti                         | Totale                         | Note |                                |                                |                                |
| ------------------------------------------------ | ------------------------------ | ------------------------------ | ----------------------------------------------------------------------- | ------------------------------ | ------------------------------ | ------------------------------ | --- | ------------------------------ | ------------------------------ | ------------------------------ |
| HMS Robust                                       | Terzo rango                    | 74                             | capitano Edward Thornbrough                                             | 11                             | 38                             | 49                             | gravemente danneggiata.                                                                                     |                                |                                |                                |
| HMS Magnanime                                    | Quinto rango                   | 44                             | Capitano Michael de Courcy                                              | 0                              | 7                              | 7                              | Danneggiata                                                                                                 |                                |                                |                                |
| HMS Ethalion                                     | Quinto rango                   | 38                             | Capitano George Countess                                                | 1                              | 4                              | 5                              | |                                |                                |                                |
| HMS Amelia                                       | Quinto rango                   | 38                             | Capitano Charles Herbert                                                | 0                              | 0                              | 0                              | |                                |                                |                                |
| HMS Melampus                                     | Quinto rango                   | 36                             | Capitano Graham Moore                                                   | 0                              | 1                              | 1                              | |                                |                                |                                |
| HMS Canada                                       | Terzo rango                    | 74                             | Commodoro Sir John Borlase Warren                                       | 1                              | 0                              | 1                              | |                                |                                |                                |
| HMS Foudroyant                                   | Terzo rango                    | 80                             | Capitano Sir Thomas Byard                                               | 0                              | 9                              | 9                              | |                                |                                |                                |
| HMS Anson                                        | Quinto rango                   | 44                             | Capitano Philip Charles Durham                                          | 2                              | 13                             | 15                             | Gravemente danneggiata dal tempo                                                                            |                                |                                |                                |
| Perdite totali: 15 uccisi, 72 feriti (87 totali) |                                |                                |                                                                         |                                |                                |                                | |                                |                                |                                |
| Squadronte del commodoro Bompart                 |                                |                                |                                                                         |                                |                                |                                | |                                |                                |                                |
| Sémillante                                       | Quinto rango                   | 36                             | Capitano Martin-Antoine Lacouture                                       | 0                              | 0                              | 0                              | Ritornata a Brest                                                                                           |                                |                                |                                |
| Romaine                                          | Quinto rango                   | 40                             | Capitano Mathieu-Charles Bergevin                                       | 0                              | 3                              | 3                              | Ritornata a Brest                                                                                           |                                |                                |                                |
| Bellone                                          | Quinto rango                   | 36                             | Capitano Louis-Léon Jacob                                               | 20                             | 45                             | 65                             | Gravemente danneggiata e catturata. Venduta alla Royal Navy come HMS Proserpine ma mai entrata in servizio. |                                |                                |                                |
| Immortalité                                      | Quinto rango                   | 40                             | Capitano Jean-François Legrand                                          | 0                              | 0                              | 0                              | Fuggita; catturata il 20 ottobre.                                                                           |                                |                                |                                |
| Loire                                            | Quinto rango                   | 44                             | Capitano Adrien-Joseph Segond                                           | 10                             | 24                             | 34                             | Fuggita; catturata il 18 ottobre.                                                                           |                                |                                |                                |
| Hoche                                            | Terzo rango                    | 74                             | Commodoro Jean-Baptiste-François Bompart Capitano Desiré-Marie Maistral |                                |                                | 270                            | Gravemente danneggiata e catturata. Data alla Royal Navy come HMS Donegal.                                  |                                |                                |                                |
| Coquille                                         | Quinto rango                   | 36                             | Capitano Léonore Deperonne                                              | 18                             | 31                             | 49                             | Catturata. Accidentalmente esplosa a Hamoaze.                                                               |                                |                                |                                |
| Embuscade                                        | Quinto rango                   | 34                             | Capitano Nicolas Clément de la Roncière                                 | 15                             | 26                             | 41                             | Catturata. Commissionata alla Royal Navy come HMS Ambuscade.                                                |                                |                                |                                |
| Résolue                                          | Quinto rango                   | 36                             | Capitano Jean-Pierre Bargeau                                            | 0                              | 5                              | 5                              | Fuggita; catturata il 14 October.                                                                           |                                |                                |                                |
| Biche                                            | goletta                        | 8                              | Tenente Jean-Marie-Pierre Labastard                                     | 0                              | 0                              | 0                              | Distaccata dalla linea di battaglia e non usata in combattimento. Ritornata a Brest intatta.                |                                |                                |                                |
| Perdite totali: 460                              |                                |                                |                                                                         |                                |                                |                                | |                                |                                |                                |
| Fonti: James, pp. 124–132, Clowes pp. 344–351    |                                |                                |                                                                         |                                |                                |                                | |                                |                                |                                |

### Combattimento del 13 ottobre 1798
| HMS Melampus                                  | Quinto rango | 36 | Capitano Graham Moore        | 0  | 0        | 0 |                                                                                             |  |  |  |
|                                               |              |    |                              |    |          |   |                                                                                             |  |  |  |
| Résolue                                       | Quinto rango | 36 | Capitano Jean-Pierre Bargeau | 10 | Parecchi | - | Catturata. Venduta alla Royal Navy sotto il nome di HMS Resolue ma mai entrata in servizio. |  |  |  |
| Fonti: James, pp. 135–136, Clowes pp. 344–351 |              |    |                              |    |          |   |                                                                                             |  |  |  |

### Fuga dellaLoira, 15–18 ottobre 1798
| HMS Mermaid                                       | Quinto rango | 32 | Capitano James Newman Newman   | 4  | 13 | 17  | Gravemente danneggiata.                                                           |  |  |  |
| HMS Kangaroo                                      | brigata      | 18 | Comandante Edward Brace        | 0  | 0  | 0   |                                                                                   |  |  |  |
| HMS Anson                                         | Quinto rango | 44 | Capitano Philip Charles Durham | 2  | 13 | 15  |                                                                                   |  |  |  |
| Perdite totali: 6 uccisi, 26 feriti (32 totali)   |              |    |                                |    |    |     |                                                                                   |  |  |  |
|                                                   |              |    |                                |    |    |     |                                                                                   |  |  |  |
| Loire                                             | Quinto rango | 40 | Capitano Adrien-Joseph Segond  | 46 | 71 | 117 | Gravemente danneggiata e catturata. Commissionata alla Royal Navy come HMS Loire. |  |  |  |
| Perdite totali: 46 uccisi, 71 feriti (117 totali) |              |    |                                |    |    |     |                                                                                   |  |  |  |
| Fonti: James, pp. 137–141, Clowes pp. 344–351     |              |    |                                |    |    |     |                                                                                   |  |  |  |

### Combattimento del 20 ottobre 1798
| HMS Fisgard                                                     | Quinto rango | 38 | Capitano Thomas Byam Martin     | 10 | 26 | 36  | Gravemente danneggiata                                                                  |  |  |  |
|                                                                 |              |    |                                 |    |    |     |                                                                                         |  |  |  |
| Immortalité                                                     | Quinto rango | 36 | Captain Jean-François Legrand † | 54 | 61 | 115 | Gravemente danneggiata e catturata. Commissionata alla Royal Navy come HMS Immortalite. |  |  |  |
| Fonti: James, pp. 142–143; Henderson, p. 77, Clowes pp. 344–351 |              |    |                                 |    |    |     |                                                                                         |  |  |  |

### La ritirata di Savary del 28–30 ottobre 1798
| Squadrone del capitano Saumarez | Squadrone del capitano Saumarez | Squadrone del capitano Saumarez | Squadrone del capitano Saumarez              | Squadrone del capitano Saumarez | Squadrone del capitano Saumarez | Squadrone del capitano Saumarez | Squadrone del capitano Saumarez                                                | Squadrone del capitano Saumarez | Squadrone del capitano Saumarez | Squadrone del capitano Saumarez |
| Navi                            | Rango                           | Cannoni                         | Comandanti                                   | Perdite                         | Perdite                         | Perdite                         | Note                                                                           |                                 |                                 |                                 |
| Navi                            | Rango                           | Cannoni                         | Comandanti                                   | Uccisi                          | Feriti                          | Totale                          | Note                                                                           |                                 |                                 |                                 |
| ------------------------------- | ------------------------------- | ------------------------------- | -------------------------------------------- | ------------------------------- | ------------------------------- | ------------------------------- | ------------------------------------------------------------------------------ | ------------------------------- | ------------------------------- | ------------------------------- |
| HMS Caesar                      | Terzo rango                     | 80                              | Capitano Sir James Saumarez                  | 0                               | 0                               | 0                               | Danneggiata dal tempo, si ritira con successo dall'inseguimento il 28 ottobre. |                                 |                                 |                                 |
| HMS Terrible                    | Terzo rango                     | 74                              | Capitano Sir Richard Bickerton               | 0                               | 0                               | 0                               |                                                                                |                                 |                                 |                                 |
| HMS Melpomene                   | Quinto rango                    | 38                              | Capitano Sir Charles Hamilton                | 0                               | 0                               | 0                               |                                                                                |                                 |                                 |                                 |
| Commodore Savary's Squadron     |                                 |                                 |                                              |                                 |                                 |                                 |                                                                                |                                 |                                 |                                 |
| Concorde                        |                                 | 40                              | Commodoro Daniel Savary Capitano André Papin | 0                               | 0                               | 0                               |                                                                                |                                 |                                 |                                 |
| Franchise                       |                                 | 44                              | Capitano Jean-Louis Guillotin-Gonthière      | 0                               | 0                               | 0                               |                                                                                |                                 |                                 |                                 |
| Médée                           |                                 | 32                              | Capitano Jean-Daniel Coudin                  | 0                               | 0                               | 0                               |                                                                                |                                 |                                 |                                 |
| Vénus                           | Corvetta                        | 28                              | Capitano André Senez                         | 0                               | 0                               | 0                               |                                                                                |                                 |                                 |                                 |
| Fonte: James, pp. 145–147       |                                 |                                 |                                              |                                 |                                 |                                 |                                                                                |                                 |                                 |                                 |

## Conseguenze

Localizzazione della battaglia

La sconfitta indusse i francesi a non tentare l'invasione di nessuna delle isole britanniche. Inoltre, da questa sconfitta i ribelli irlandesi non ottennero più alcun rinforzo esterno nella loro lotta per l'indipendenza. A seguito della battaglia Tone fu trovato in una delle navi francesi catturate, arrestato e portato a Buncrana, nella penisola di Inishowen; qui fu processato e condannato, ma preferì morire suicidandosi nella prigione di Dublino qualche ora prima di essere impiccato.